# Acanthurus japonicus
Acanthurus japonicus (Schmidt, 1931) è un pesce osseo marino appartenente alla famiglia Acanthuridae.

## Distribuzione e habitat
A. japonicus è diffuso nell'oceano Pacifico occidentale tra le isole Ryūkyū a nord, le Filippine, Sulawesi e le isole Molucche. Nonostante il nome scientifico non si trova sulle coste delle isole principali del Giappone.
É un abitatore delle barriere coralline dove popola sia le lagune che le parti esterne dei reef. Di solito si incontra in acque basse.
Si può trovare tra 1 e 20 metri di profondità, comunemente fra 5 e 15.

## Descrizione
Questa specie è affine e molto simile a A. nigricans. Come gli altri Acanthurus, ha corpo ovale, compresso lateralmente, e bocca piccola posta su un muso sporgente; sul peduncolo caudale è presente una spina mobile molto tagliente. La pinna dorsale è unica e piuttosto lunga, di altezza uniforme. La pinna anale è simile ma più corta. La pinna caudale è tronca. Le scaglie sono molto piccole. La livrea dell'adulto è fondamentalmente scura, grigiastra o nerastra, che talvolta sfuma al giallastro nella parte posteriore. Il peduncolo caudale è giallo. Sotto l'occhio è presente un'ampia macchia bianca allungata che giunge fino al labbro superiore (in A. nigricans è molto più piccola e meno estesa). La pinna caudale è chiara, biancastra o azzurrognola, ci può essere una macchia a mezzaluna gialla ma mai la fascia verticale subterminale tipica di A. nigricans. La base delle pinne pettorali è gialla. Nella parte a raggi molli della pinna dorsale è presente un vistoso bordo rosso arancio.
È riportata la taglia massima è di 21 cm.

## Biologia

### Comportamento
Gregario, forma banchi da piccoli a numerosi. Più raramente lo si incontra da solo.

### Alimentazione
È un brucatore di alghe bentoniche.

## Pesca
Viene pescato solo occasionalmente come bycatch.

## Acquariofilia
É presente sul mercato dei pesci d'acquario.

## Conservazione
È una specie comune nel suo areale e abbondante alle Filippine. Non sembrano sussistere minacce per questa specie. La Lista rossa IUCN la classifica come "a rischio minimo".